# 大祓
| 宮中祭祀の主要祭儀一覧             |
| 四方拝・歳旦祭                     |
| 元始祭                             |
| 奏事始                             |
| 昭和天皇祭（先帝祭）               |
| 孝明天皇例祭（先帝以前三代の例祭） |
| 祈年祭                             |
| 天長祭（天長節祭）                 |
| 春季皇霊祭・春季神殿祭             |
| 神武天皇祭・皇霊殿御神楽           |
| 香淳皇后例祭（先后の例祭）         |
| 節折・大祓                         |
| 明治天皇例祭（先帝以前三代の例祭） |
| 秋季皇霊祭・秋季神殿祭             |
| 神嘗祭                             |
| 新嘗祭                             |
| 賢所御神楽                         |
| 大正天皇例祭（先帝以前三代の例祭） |
| 節折・大祓                         |

大祓（おおはらえ、おおはらい）は、日本の神道儀式の祓の1つ。日本人の伝統的な考え方に基づくもので、常に清らかな気持ちで日々の生活にいそしむよう、自らの心身の穢れ、そのほか、災厄の原因となる諸々の罪・過ちを祓い清めることを目的としている。祓は浄化の儀式として宮中や神社で日常的に行われるが、特に天下万民の罪穢を祓うという意味で大祓という。毎年6月と12月の晦日、すなわち、新暦6月30日と12月31日に行われるものを恒例とするが、天皇即位後の最初の新嘗祭である大嘗祭の前後や、未曽有の疫病の流行、斎宮斎院の卜定、災害の襲来などでも臨時に執り行うことがあった。中臣（なかとみ）の祓とも言われる。

## 解説
大祓の初見は、『古事記』仲哀天皇の段に見える。
更に国の大奴佐を取りて、生剝、逆剝、阿離、溝埋、屎戸、上通下通婚、馬婚、牛婚、鶏婚、犬婚の罪の類を種種求ぎて、国の大祓して— 古事記 仲哀天皇条
これら祓うべきものたちを「天つ罪」「国つ罪」といい、世俗的な罪とは異なり、祓い清めるには普通の祓式で用いる短文の祓詞（はらえことば、のりと）ではなく、長文の大祓詞を奏上、あるいは宣（の）り下して浄化する。大祓詞には地上で国の人間が犯す罪が主体の「国つ罪」よりも農耕に関する慣行を破ることが主体の「天つ罪」のほうを先に列挙しており、古代ではこちらのほうが共同体秩序を乱す大罪と考えていたことが窺える。
大祓詞の内容は、元々は6月と12月で内容が異なっていたが、『延喜式』に「六月晦大祓、十二月此准」とあり、6月のものが残ったとされる。現在は神職が神へ奏上する形をとっているが、『延喜式』に残された内容からは、本来は参集者に向かって「祝詞をよく聞け」と呼びかけこれに「おう」と称唯（いしょう）して答えるのに始まり、天孫降臨からの日本神話、罪穢の種類の列挙、そしてその祓い方と、その後祓戸大神により、どのように罪穢が消えていくかを言い聞かせる内容となっていた。
このように、大祓は、これら既に起きてしまった災厄をリセットして今後の国体の鎮守を図る意味の他、共同体の構成員に全員の参加を義務付けて宣下する本来の形式が推定されることから、上位の政権による“禁忌を犯してはならない”という法を広く知らしめて遵守させる側面があったと考えられる。
現在は大正3年（1914年）に当時の内務省の選定による神話や障害者に対する差別的な表現内容を含む天つ罪・国つ罪の列挙の部分が大幅に省略された大祝詞が奏上される。これは中臣祭文（さいもん）とも言われ、現在の大祓詞はこれを一部改訂したものになっている。

## 宮中祭祀

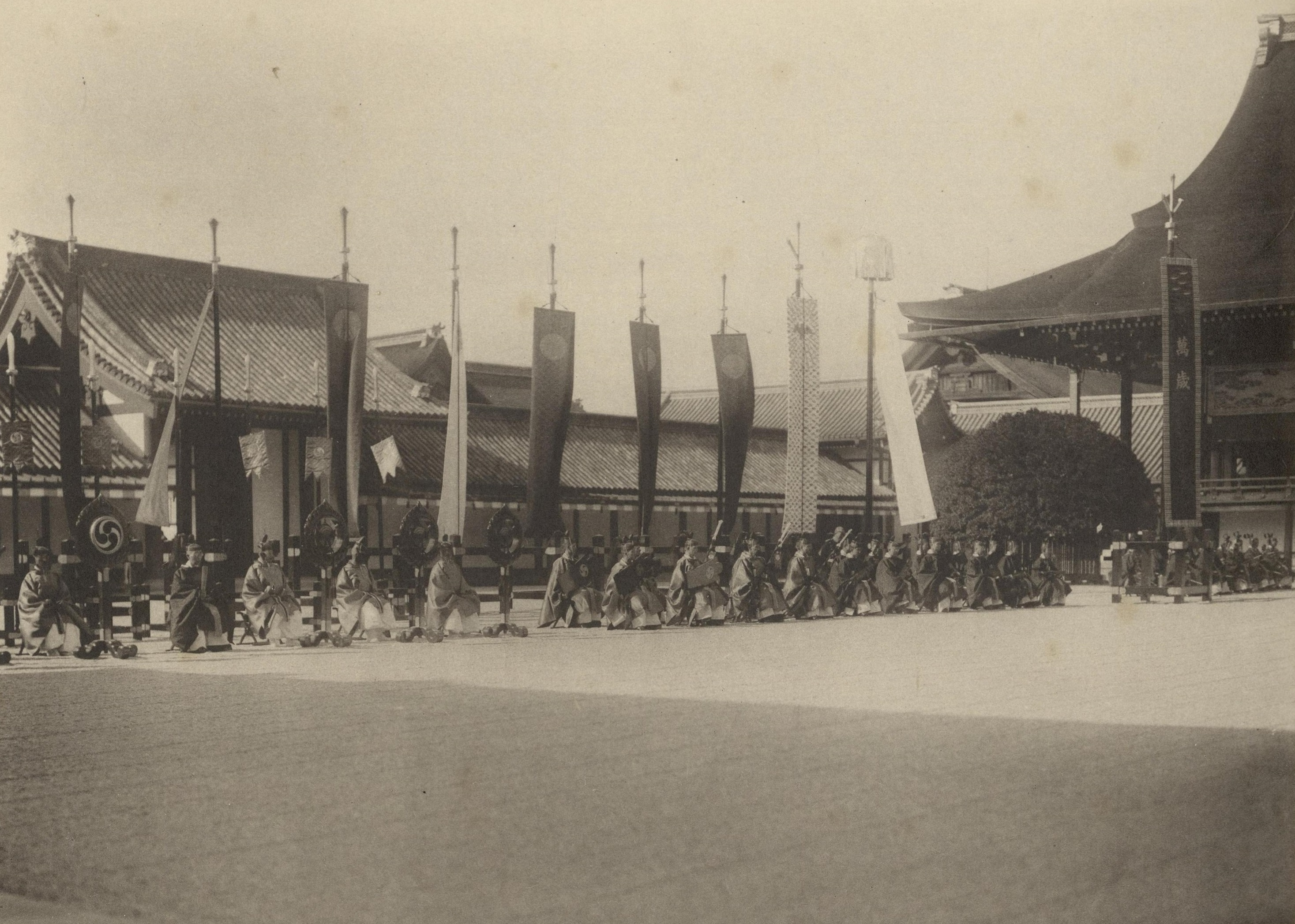
昭和天皇の即位の礼。即位の礼の年に行われる大嘗祭では、天皇が神と一緒に食事をする「大御饌供進の儀」の前に禊と大祓が行われる。

大宝元年（701年）の『大宝律令』によって正式な宮中の年中行事に、その施行細則は『延喜式』に定められた。この上代の頃の儀式の様子は『儀式』『北山抄』『江家次第』などの文書で知ることができる。また『日本書紀』に天武天皇5年（676年）8月、全国の国造や郡司から馬・布・麻などの祓物を出させて大解除を行ったとする記事が見える。
現在の大祓は『養老律令』によるものだが、神祇令によれば、毎年の 6月と12月の晦日に中臣（なかとみ）が祓の麻（ぬさ）を東西（やまとかわち）の文部（ふびとべ）が祓の刀（たち）（罪穢を断つ義）を奉り、祓所にて、中臣が百官の男女に大祓詞を宣り下し、卜部（うらべ）が解除（はらえ）をしていた。この「祓所」とは多くは朱雀門であり、朱雀門前の広場に親王、大臣（おおおみ）ほか京（みやこ）にいる官僚が集って大祓詞を読み上げ、国民の罪や穢れを祓った。しかし室町時代に起きた応仁の乱で京都市街が荒廃すると、門前でのこのような儀式も廃絶してしまった。
明治4年（1871年）、明治天皇は宮中三殿賢所の前庭にて大祓を400年ぶりに復活させ、翌明治5年に太政官布告を出して『大宝律令』以来の旧儀の再興を命じた。なお、6月のものも12月のものも名称はどちらも同じく「大祓」である。
改暦の年である明治6年（1873年）より宮中祭祀では新暦6月30日と12月31日を採用している。また、同年1月7日太政官第2号布告によって6月28日から30日までの3日間と12月29日から31日までの3日間がそれぞれ休暇日（休日）とされた。ただし、6月28日から30日までの3日間の休暇日は、直前の同年6月23日太政官第221号布告によって取り消されている。
大祓は、大正、昭和、平成の大嘗祭に際しても執り行われた。
それまで慣例として、皇室での大祓では参列する皇室の範囲を成年男子の親王に限っていた。平成26年（2014年）6月10日、宮内庁より、男性皇族が実質少なくなったことを理由に、以降の大祓への参加を成年女性の皇族にまで範囲を広げると発表された。

## 民間行事としての大祓

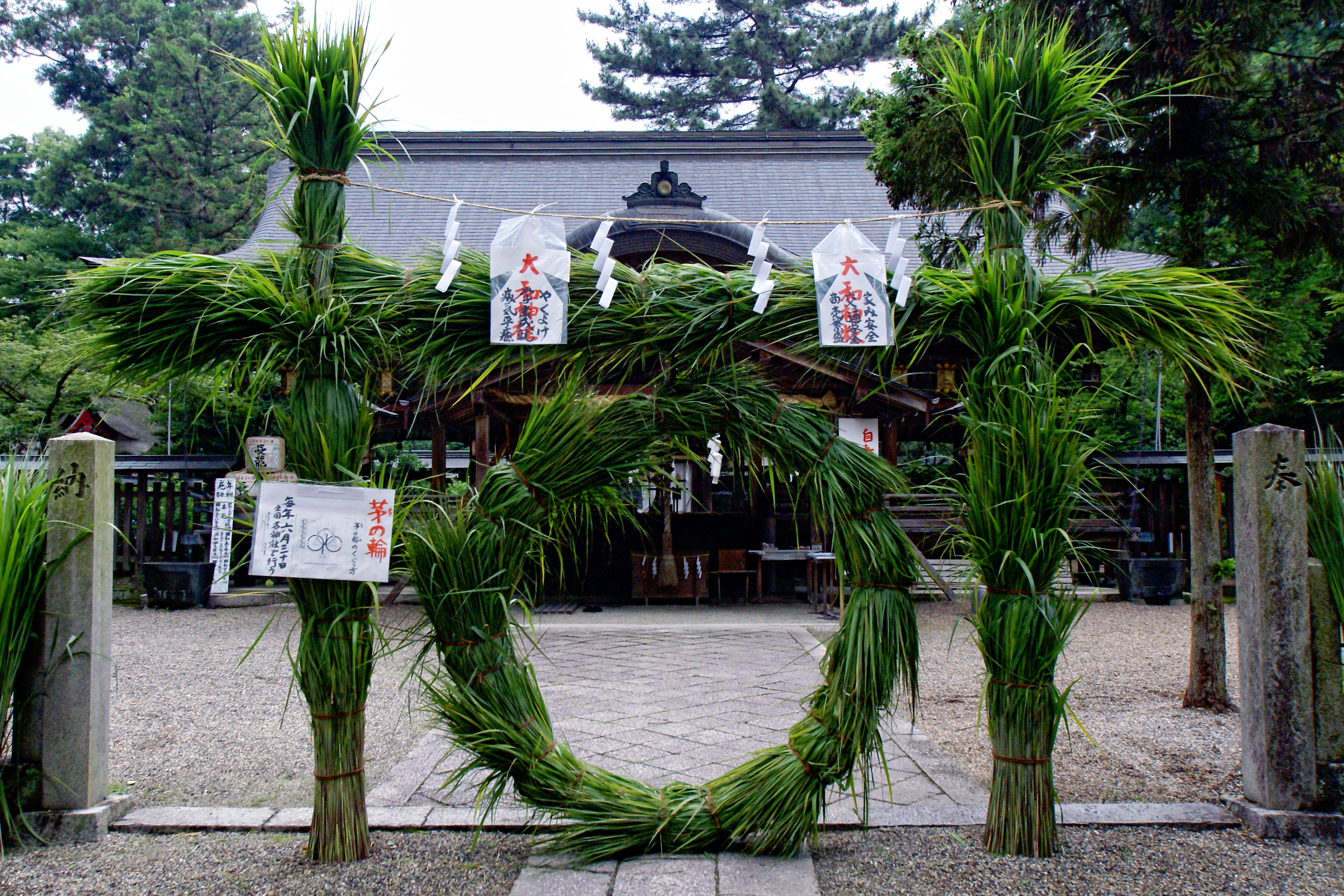
茅の輪（大和神社）

民間では、毎年の犯した罪や穢れを除き去るための除災行事として定着した。民間の場合、6月のものは「夏越の祓」（なごしのはらえ）、12月のものは「年越の祓」（としこしのはらえ）と呼び分けられる。前者は「名越」と表記されたり、「夏越神事」「夏祓」「六月祓」などと呼ばれることもあり、また、月遅れを採用する事例も見られる。その場合、月の大小の兼ね合いが生じるが、晦日に意義があるため、旧暦の6月30日や新暦の7月31日に行われる。

## 夏越の祓
先述の明治6年太政官布告によって休暇期間としては定着しなかった夏越の祓であるが、『拾遺和歌集』に「題しらず」「よみ人知らず」として、「水無月のなごしの祓する人はちとせの命のぶというふなり」という歌にも見える夏越の祓は、古くから民間でも見られた年中行事のひとつであり、さまざまな風習が残っている。
夏に挙行される意味として、衣服を毎日洗濯する習慣や自由に使える水が少なかった時代、半年に一度、雑菌が繁殖し易い夏を前に新しい物に替える事で、残りの半年を疫病を予防して健康に過ごすようにする意味があったのではと考えられている。また、旧暦6月晦日にはほとんどの地域で梅雨が明け、猛暑と旱（ひでり）が続く夏本番を迎えることになるが、この過酷な時期を乗り越えるための戒めでもあった。
応仁の乱で宮中行事として廃絶した以降は、神仏習合の影響で民間でも行われることはほとんどなくなった。元禄4年（1691年）に再興されたものの内侍所や一部の神社に限り、「夏越神事」「六月祓」と呼ばれて形式的な神事のみが伝わるだけだったなど、わずかしか執り行われていなかった。
明治4年（1871年）の太政官布告では、「夏越神事」「六月祓」の呼称を禁止をして大祓の復活が宣ぜられた。これにより神仏分離が行われた全国の神社でも毎年の大祓が行われるようになった。太平洋戦争後になると「夏越神事」「六月祓」の呼称も一部では復活し現在に至っている。

### 茅の輪くぐり
夏越の祓では多くの神社で「茅の輪潜り（ちのわくぐり）」が行われる。参道の鳥居や笹の葉を建てて注連縄を張った結界内に茅で編んだ直径数 m ほどの輪を建て、ここを氏子が正面から最初に左回り、次に右回りと 8 字を描いて計3回くぐることで、半年間に溜まった病と穢れを落とし残りの半年を無事に過ごせることを願うという儀式である。かつては茅の輪の小さいものを腰につけたり首にかけたりしたとされる。
これは、『釈日本紀』逸文の『備後国風土記』に記されている疫隈国、素盞嗚神社の蘇民将来伝説に由来するもので、武塔神の指示により茅の輪を腰につけたところ災厄から免れ、武塔神は自らを速須佐雄と名乗り去っていったと書かれている。多くの神社で祭神としているスサノオと習合している例が多数見られる。
疫隈國社 素盞嗚神社では蘇民将来説話に基づいて、茅の輪くぐりを行った後に解体し、持ち帰って個々に茅の輪にする風習が残っている。
しかし、京都新聞では、次のような記事を令和元年（2019年）に書いている。
茅の輪に独特の形式を施しているところがある。奈良県の大神神社では茅の輪は榊・杉・松をかかげた3連になっており、周り方も他の神社とは異なり、杉の輪 → 松の輪 → 杉の輪 → 榊の輪 の順にくぐる。出雲大社の茅の輪は「○形」ではなく、「U形」をしている。これを神職が両手で持ち、参詣者は、縄とびをするように飛び越える。茅を跨ぐと同時に両肩にかついた茅を落とす。
また、ペット（主に犬）の茅の輪くぐりも広く行われている。

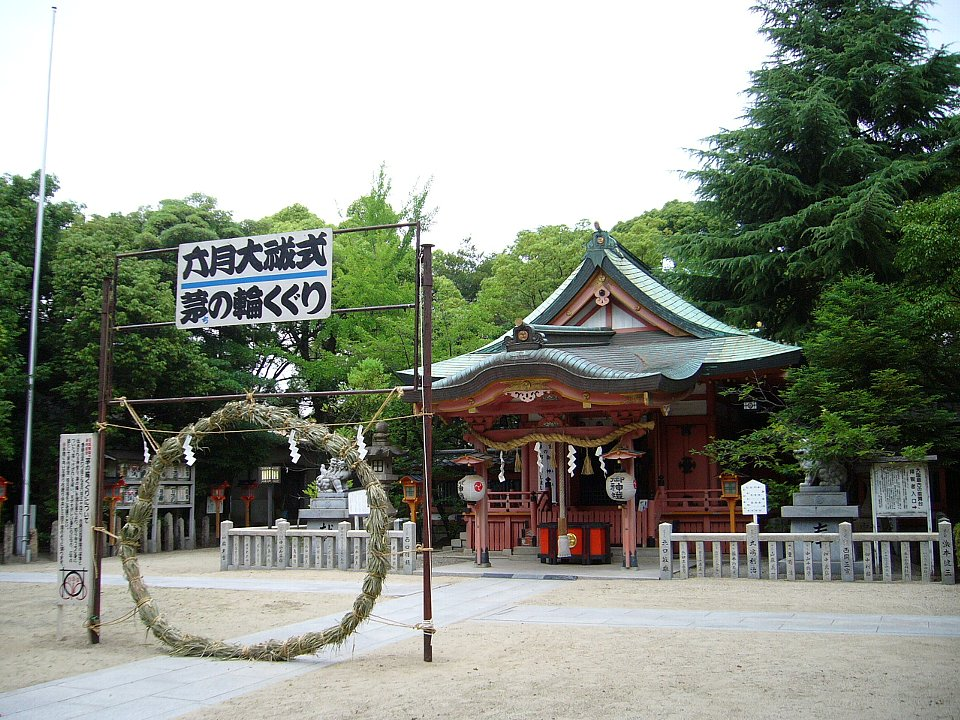
服部住吉神社
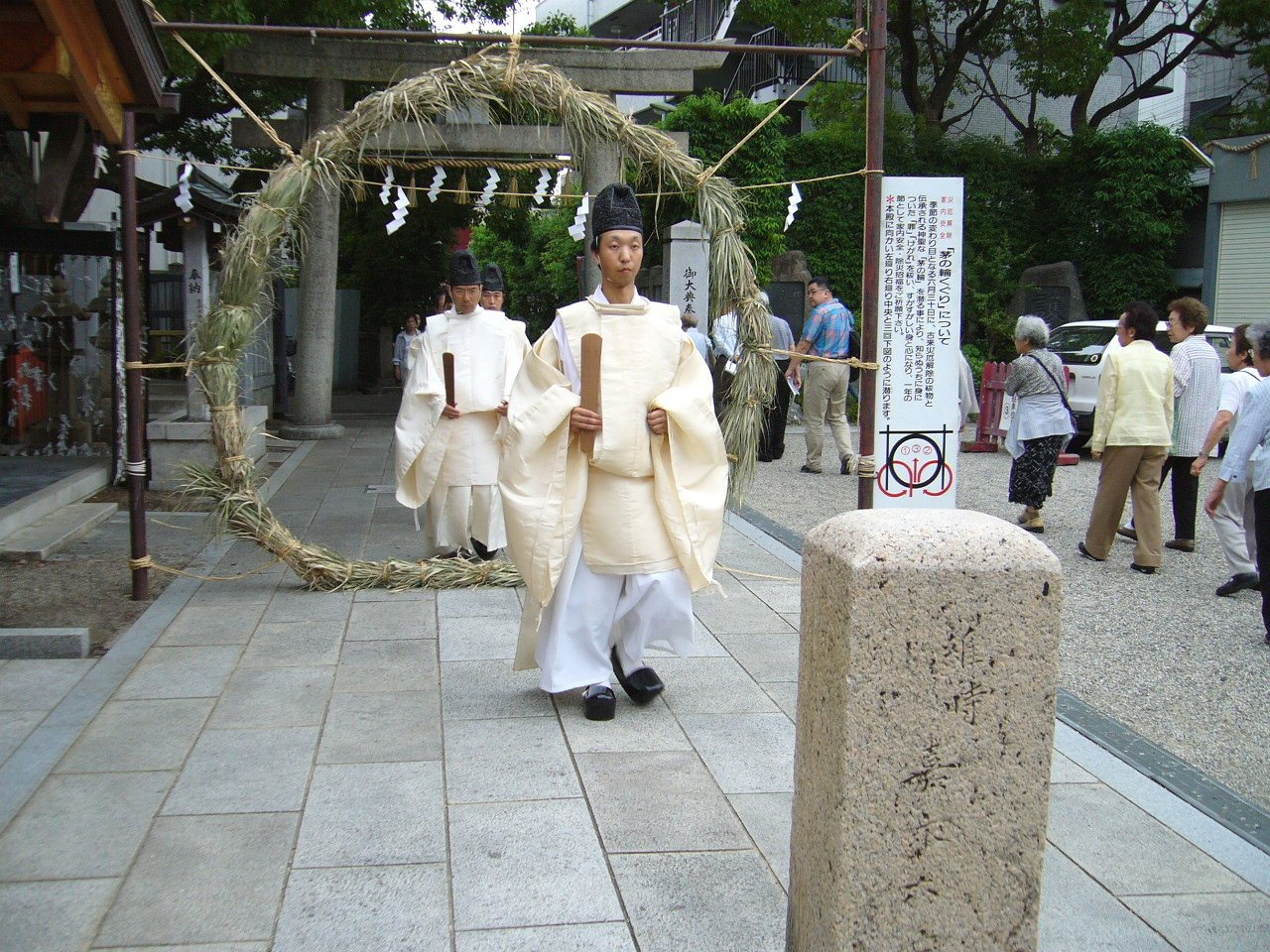
服部天神宮 六月大祓
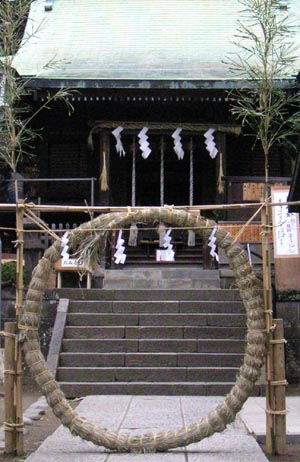
瀬戸神社
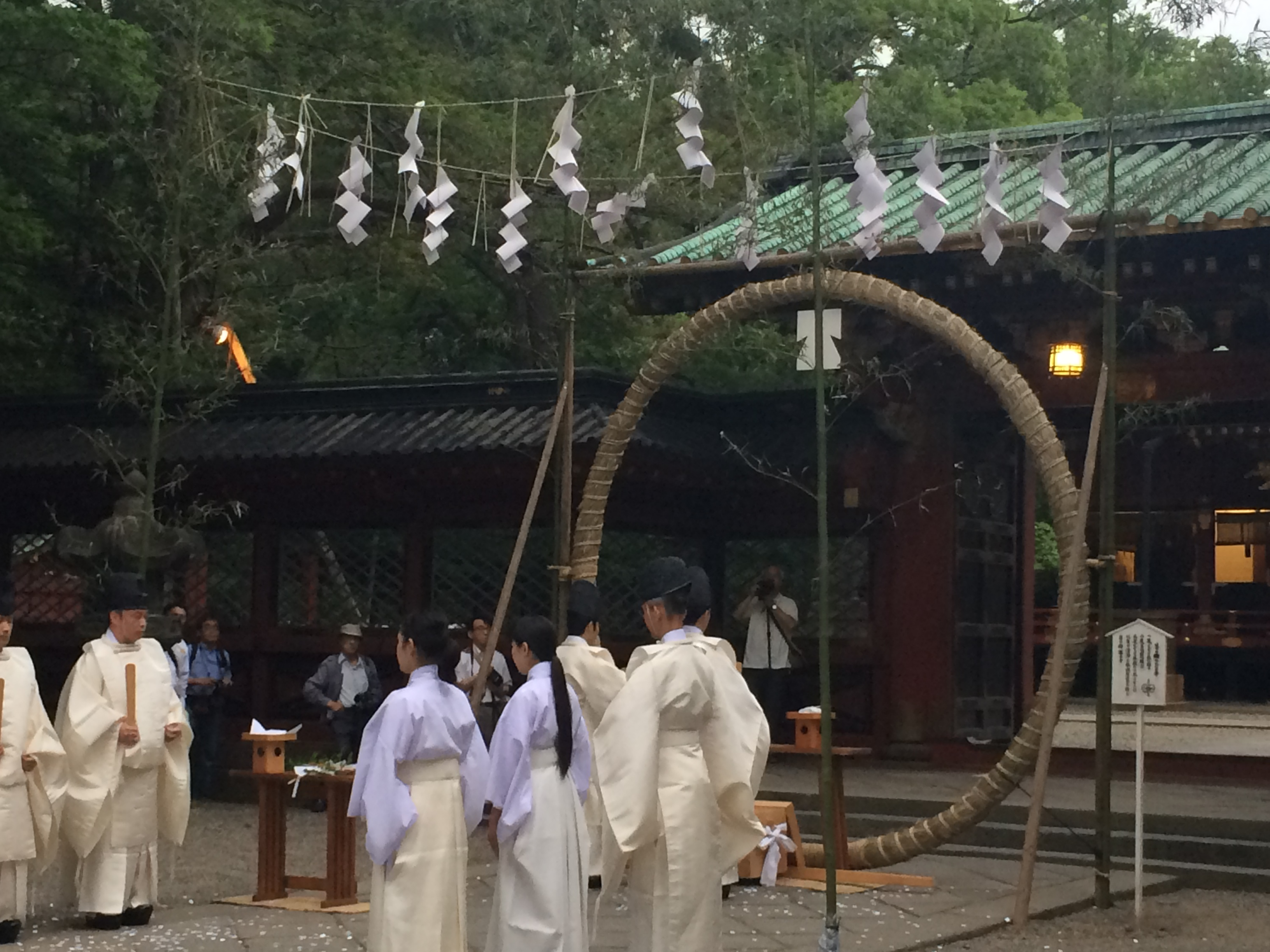
根津神社 大祓、芽の輪
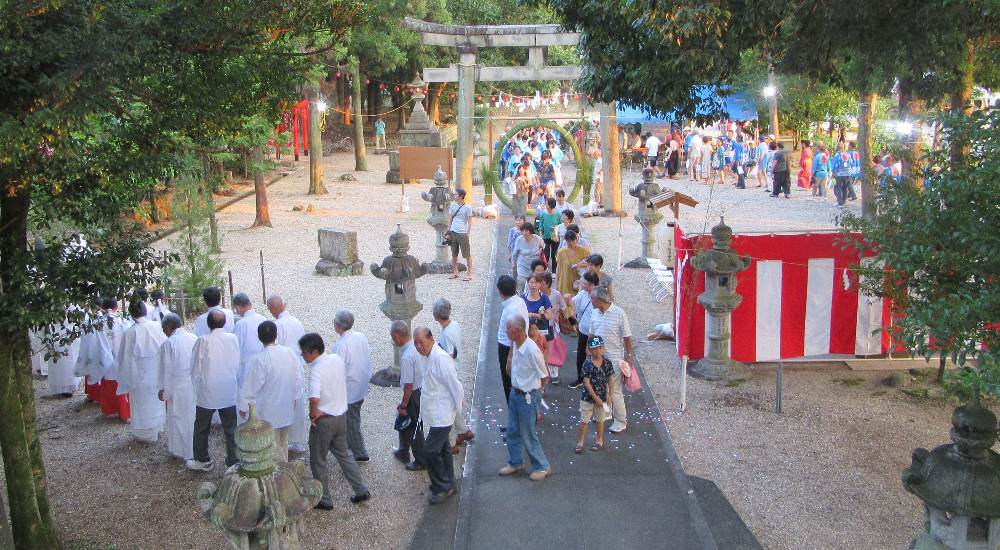
土岐市 大富白山神社

### 人形代
もともとは祝詞にある東文忌寸部献横刀時呪に由来する。『神祗令義解』によれば「凡六月、十二月の晦日の大祓には、中臣は御祓麻を上れ、東西の文部は、祓刀を上り、祓詞を読め、訖りなば、百官男女を祓所に聚め集へて、中臣は祓詞を宣り、卜部は解除を為せよ」とある。大祓の前に大和と河内の文部（ふみべ）が内裏へ参内し、天皇に祓刀と人形を奉って祝詞を奏上し、天皇は自分の息を吹きかけて自身の災禍を移し憑ける。後に陰陽道でも呪詛に用いた。
現在では神社から配られた人形代（ひとかたしろ）に息を吹きかけ、また体の調子の悪いところを撫でて（このようなものを撫物（なでもの）という）穢れを遷した後に川や海に流す、ということが行われている。この「流す」行為は、後に願掛と結びつき、同時期に行われる七夕祭と結びついて短冊を流すことがある。一部に人形代や短冊、笹竹を焚き上げるということが行われるが、これはどんと焼きや密教に由来する行事であり神仏習合で混用されたと考えられる。

### 夏越の祓の風習
6月の大祓に併せ、独自の風習が備わるところがある。
京都では夏越祓に「水無月」という和菓子を食べる習慣がある。水無月は白のういろう生地に小豆を乗せ、三角形に包丁された菓子である。水無月の上部にある小豆は悪霊ばらいの意味があり、三角の形は暑気を払うため、平安時代の貴族が旧暦6月1日（氷の朔日）、冬のうちに保存しておいて食べた氷を表しているという説がある。
平成27年（2015年）になってから「夏越ごはん」という行事食を広める動きが出てきた。夏野菜の丸いかき揚げを雑穀米にのせたかき揚げ丼である。公益社団法人「米穀安定供給確保支援機構」が提唱した。
高知県下では、夏越祓のことを「輪抜け様」と呼んでいる。